# Bygdeå hembygdsförening
Bygdeå Hembygdsförening i Bygdeå socken bildades 19 mars 1939 som den tredje sockenföreningen inom Västerbottens län.
Föreningens huvuduppgift blev att dokumentera och förvalta det kulturhistoriska kapital som, genom såväl muntlig som skriftlig tradition, finns bevarat jämte de mera fysiska lämningarna i form av byggnader och andra objekt. Ett annat viktigt verksamhetsfält består i att skapa intresse för bygdens historia hos en bred allmänhet. Bland de många omsorger föreningen ägnar sin tid åt märks 
Portlidret på Bygdeåborg, Häggströmska handelsmuseet samt Bobacksgården.